# Saints-en-Puisaye
Saints-en-Puisaye (do 1 sierpnia 2012 Saints) – miejscowość i gmina we Francji, w regionie Burgundia-Franche-Comté, w departamencie Yonne.
Według danych na rok 1990 gminę zamieszkiwało 549 osób, a gęstość zaludnienia wynosiła 20 osób/km² (wśród 2044 gmin Burgundii Sts plasuje się na 422. miejscu pod względem liczby ludności, natomiast pod względem powierzchni na miejscu 225.). 